# Juliet Tablak
Juliet Marie Tablak (* 13. April 1974 in Kalifornien) ist eine US-amerikanische Schauspielerin.

## Leben
Tablak wuchs in Willow Glen in der Nähe von San José in Kalifornien auf. Im Alter von fünfzehn Jahren ging sie nach Los Angeles. Dort absolvierte sie eine Ballettausbildung am Pasadena Dance Theatre. Nach ihrem Abschluss an der Los Angeles County High School for the Arts unterrichtete sie einige Zeit Ballett an verschiedenen Tanzschulen im Raum Los Angeles.
Tablak spielte in den Jahren 1994/1995 eine wiederkehrende Rolle in der Fernsehserie Eine schrecklich nette Familie. Sie verkörperte Amber, die für einige Zeit bei ihren Verwandten lebende, junge und gutaussehende Nichte von Marcy D’Arcy, der Nachbarin der Familie Bundy und besten Freundin von Peggy Bundy. Besonders Bud, der Sohn der Bundys, ist von Amber sehr angetan. Ihre deutsche Synchronstimme war Julia Haacke. Tablak hatte danach außerdem noch Episodenrollen in den Fernsehserien Picket Fences – Tatort Gartenzaun und Nowhere Man – Ohne Identität!. 
Im Jahr 2000 beendete sie ihre Schauspielkarriere und arbeitet seither als Pilateslehrerin. In Los Angeles leitete sie drei Jahre lang ihr eigenes Fitnessstudio The Pilates Spot. Zusätzlich absolvierte sie mittlerweile eine Ausbildung zur Yoga-Lehrerin, nach der Methode von John Friend. Tablak lebt seit einigen Jahren wieder in Nordkalifornien, in der Nähe ihres Heimatortes.

## Filmografie (Auswahl)

### Kino
- 1997: Mit harten Bandagen (Opposite Corners)

### Fernsehserien
- 1993: In der Hitze der Nacht (In the Heat of the Night, eine Folge)
- 1994: Junge Schicksale (ABC Afterschool Specials, eine Folge)
- 1994: Palm Beach Duo (Silk Stalkings, zwei Folgen)
- 1994–1995: Eine schrecklich nette Familie (Married with Children, vier Folgen)
- 1995: Die Larry Sanders Show (The Larry Sanders Show, eine Folge)
- 1995: Picket Fences – Tatort Gartenzaun (Picket Fences, eine Folge)
- 1996: Nowhere Man – Ohne Identität! (Nowhere Man, eine Folge)
- 2000: Power Rangers: Lightspeed Rescue (eine Folge)